# Букало, Роман Сергеевич
Роман Сергеевич Букало (укр. Роман Сергійович Букало; 29 декабря 1994, Камень-Каширский — 17 декабря 2022, Большой Потёмкинский остров) — украинский военнослужащий, старший матрос, участник российско-украинской войны. Герой Украины (2023, посмертно).

## Биография
Роман Букало родился 29 декабря 1994 года в городе Камень-Каширский Волынской области. С 2014 года проходил службу в Вооружённых силах Украины.
В 2022 году принимал участие в битве за Киев. Погиб 17 декабря 2022 года на Большом Потёмкинском острове в Херсонской области во время выполнения боевого задания. Похоронен в родном городе Камень-Каширский.

## Награды
- Звание «Герой Украины» с удостоением ордена «Золотая Звезда» (8 июля 2023, посмертно) — за личное мужество и героизм, проявленные в защите государственного суверенитета и территориальной целостности Украины, верность военной присяге[1].
- Орден «За мужество» III степени (2 марта 2023, посмертно) — за личное мужество и самоотверженные действия, проявленные в защите государственного суверенитета и территориальной целостности Украины, верность военной присяге[2].